# Helen Worth
Cathryn Helen Wigglesworth conhecida como Helen Worth (Leeds, Yorkshire, Inglaterra em 7 de janeiro de 1951) é uma atriz britânica, mais conhecida por interpretar Gail McIntyre na novela da ITV, Coronation Street de 1974 a 2024.